# Balázs Csák
| 175566 Papplaci | 1 ottobre 2006    |
| 304368 Móricz   | 26 settembre 2006 |
| 345648 Adyendre | 1 ottobre 2006    |

Balázs Csák (1979) è un astronomo ungherese.
Laureatosi in astronomia nel 2002 all'Università di Seghedino, è divenuto ricercatore nello stesso istituto.
Il Minor Planet Center gli accredita la scoperta di tre asteroidi, effettuate tutte nel 2006 in collaborazione con Krisztián Sárneczky.